# Wołyń (1921–1939)
Tỉnh Wołyń hay tỉnh Volhynia  là một khu vực hành chính của Ba Lan giữa hai thế chiến (1918–1939) với diện tích 35.754 km², 22 đô thị và tỉnh lị ở Łuck. Tỉnh được chia thành 11 huyện (powiaty), bao gồm một phần của khu vực lịch sử Volhynia. Vào cuối Thế chiến II, do sự kiên quyết của Joseph Stalin và Liên Xô, biên giới của Ba Lan được Đồng minh vẽ lại và lãnh thổ tỉnh được sáp nhập vào Cộng hòa xã hội chủ nghĩa Xô viết Ukraina của Liên Xô. Hiện nay, khu vực được phân chia giữa các tỉnh Rivne và Volyn của Ukraina.

## Lịch sử
Sau một thế kỷ dưới quyền cai trị của ngoại bang, nhà nước Ba Lan tái sinh sau Thế chiến I. Biên giới của nước cộng hòa được mở rộng về phía Đông do Chiến tranh Ba Lan-Xô viết (1920). Ba Lan lập ra tỉnh Wołyń là một trong 16 đơn vị hành chính chính của đất nước.
Một trong những thành tựu lớn nhất của chính quyền khu vực ở Wołyń trong thời kỳ giữa hai thế chiến là sự phát triển của cơ sở hạ tầng hiện đại. Khoảng 1.000 tòa nhà trường học được xây dựng từ đầu, với số tiền đáng kể từ ngân quỹ nhà nước. Tổng cộng, khoảng 2.000 trường tiểu học được mở và hơn  mộtchục trường trung học, sử dụng 4.500 giáo viên.[p. 128] Các dự án mới được thực hiện ở các thị trấn và thành phố khi trước hầu như bị các thế lực đế quốc bỏ rơi, bao gồm các tòa thị chính và tòa án, bưu điện, tòa nhà cảnh sát, tổ chức tài chính, bệnh viện và phòng khám sức khỏe. Năm 1928, tuyến đường sắt Lwów qua Stojanów được khánh thành. Những con đường được trải nhựa trên quy mô lớn. Vào khoảng năm 1925, các đường dây điện thoại và điện báo được xây dựng, kết nối các bưu điện trên toàn bộ khu vực tỉnh, giúp cho việc phân phối báo chí rộng rãi hơn.
Vào ngày 17 tháng 9 năm 1939, các lực lượng Liên Xô đã xâm chiếm miền đông Ba Lan. Hồng quân xâm chiếm khu vực của tỉnh một cách dễ dàng, gặp quân Đức xâm lược dọc theo đường Curzon và tổ chức một cuộc diễu hành chiến thắng chung.
Tỉnh Wołyń bị Wehrmacht tràn ngập vào tháng 7 năm 1941 trong cuộc tấn công của quân Đức vào các vị trí của Liên Xô ở miền đông Ba Lan. Các hạn chế hà khắc đối với người Do Thái Ba Lan được áp đặt vào tháng 8 năm 1941. Ghetto Lutsk được chính quyền chiếm đóng của Đức thành lập tại thủ phủ.
Trong những năm 1942–1944, Wołyń là nơi xảy ra nạn diệt chủng do các nhóm bán quân sự liên kết với Tổ chức những người theo chủ nghĩa dân tộc Ukraina (OUN), đặc biệt là Quân đội nổi dậy Ukraina (UPA) tiến hành. Władysław và Ewa Siemaszko ước tính rằng khoảng 60.000 người Ba Lan đã bị tàn sát trong tỉnh.

## Địa lý

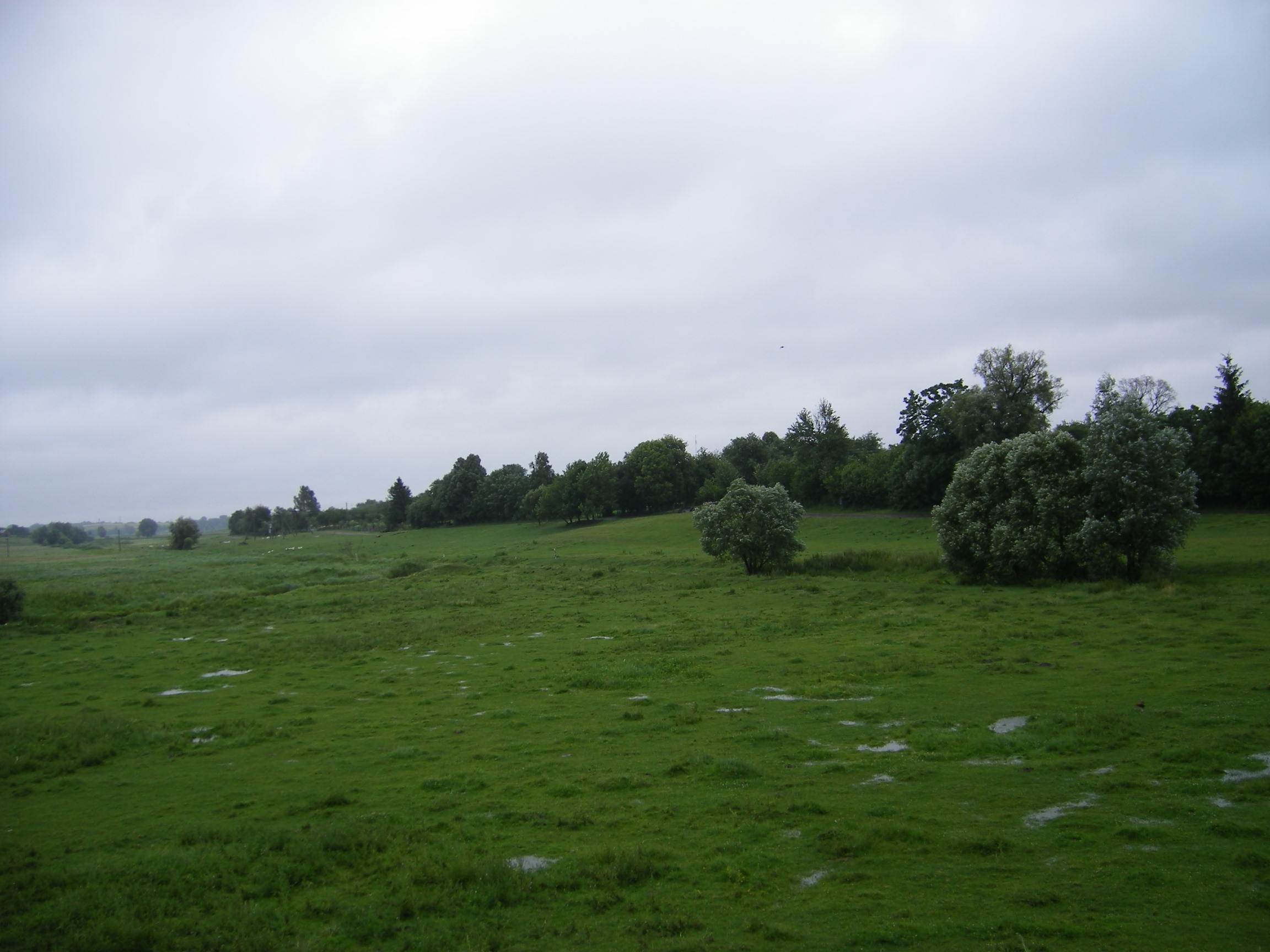
Cảnh quan huyện Horochów

Tỉnh Wołyń nằm ở góc đông nam của Ba Lan, giáp với Liên Xô ở phía đông, tỉnh Lublin ở phía tây, tỉnh Polesie ở phía bắc, và tỉnh Lwów và Tarnopol ở phía nam. Ban đầu, diện tích của tỉnh ở Ba Lan mới là 30.276 km². Vào ngày 16 tháng 12 năm 1930, huyện Sarny với 5.478 km² được chuyển từ tỉnh Polesie sang Tỉnh Wołyń. Do đó, tổng diện tích của tỉnh Wołyń tăng lên 35.754 km², khiến nó trở thành tỉnh lớn thứ hai của Ba Lan.
Phần lớn cảnh quan là bằng phẳng và đồi. Ở phía bắc, có một dải đất bằng phẳng tên là Polesie Volhynia, kéo dài khoảng 200 km từ sông Nam Bug đến biên giới Ba Lan-Liên Xô. Cảnh quan ở phía nam có nhiều đồi hơn, đặc biệt là ở góc cực đông nam xung quanh thị trấn lịch sử Krzemieniec, thuộc vùng núi Gologory. Các con sông chính của tỉnh là Styr, Horyń và Słucz.

## Hành chính

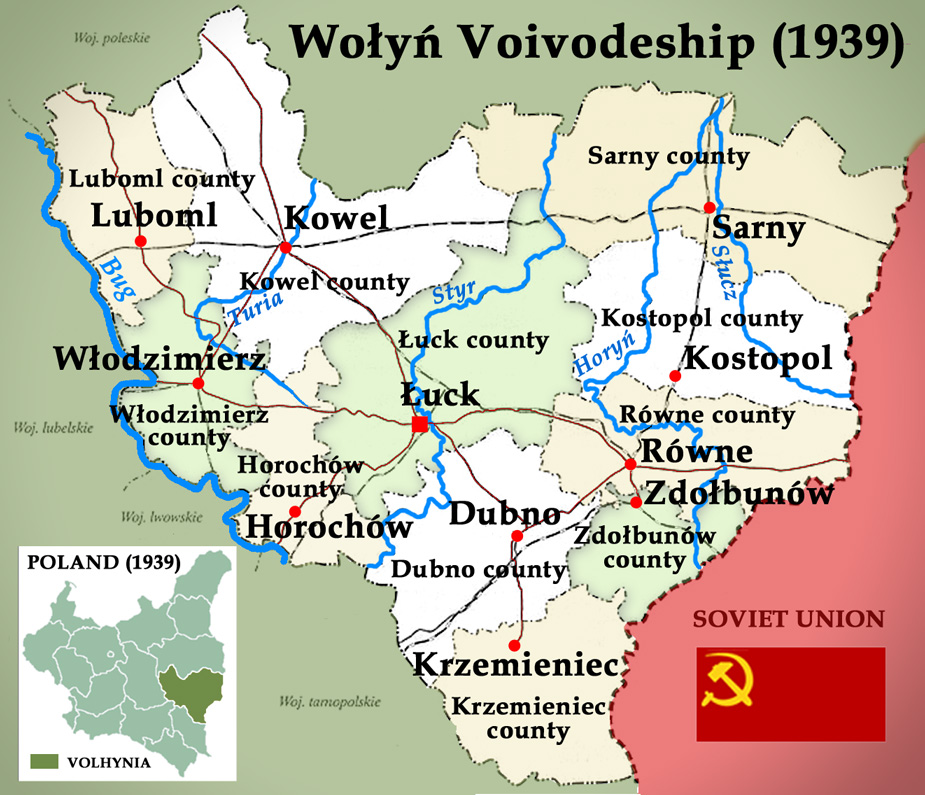
Bản đồ tỉnh Wołyń với các huyện

Tỉnh Wołyń được thành lập chính thức vào ngày 19 tháng 2 năm 1921. Ban đầu tỉnh được chia thành các huyện Dubno, Horochow, Kowel, Krzemieniec, Luboml, Łuck, Ostróg, Równe và Włodzimierz Wołyński.
Thủ phủ Łuck có dân số khoảng 35.600 người (tính đến năm 1931). Các trung tâm quan trọng khác của tỉnh là: Równe (dân số năm 1931 là 42.000), Kowel (29.100), Włodzimierz Wołyński (26.000), Krzemieniec (22.000), Dubno (15.300), Ostróg (13.400) và Zdołbunów (10.200).
| Danh sách các quận với diện tích và dân số | Danh sách các quận với diện tích và dân số | Danh sách các quận với diện tích và dân số | Danh sách các quận với diện tích và dân số | Danh sách các quận với diện tích và dân số |
| #                                          | Tên                                        | Huy hiệu                                   | Diện tích                                  | Dân số                                     |
| ------------------------------------------ | ------------------------------------------ | ------------------------------------------ | ------------------------------------------ | ------------------------------------------ |
| 1                                          | Kowel                                      |                                            | 5.682 km²                                  | 255.100                                    |
| 2                                          | Sarny (từ 1930)                            |                                            | 5.478 km²                                  | 181.300                                    |
| 3                                          | Łuck                                       |                                            | 4.767 km²                                  | 290.800                                    |
| 4                                          | Kostopol                                   |                                            | 3.496 km²                                  | 159.600                                    |
| 5                                          | Dubno                                      |                                            | 3.275 km²                                  | 226.700                                    |
| 6                                          | Równe                                      |                                            | 2.898 km²                                  | 252.800                                    |
| 7                                          | Krzemieniec                                |                                            | 2.790 km²                                  | 243.000                                    |
| 8                                          | Włodzimierz Wołyński                       |                                            | 2.208 km²                                  | 150.400                                    |
| 9                                          | Luboml county                              |                                            | 2.054 km²                                  | 85.500                                     |
| 10                                         | Horochów                                   |                                            | 1.757 km²                                  | 122.100                                    |
| 11                                         | Zdołbunów                                  |                                            | 1.349 km²                                  | 118.300                                    |

## Nhân khẩu

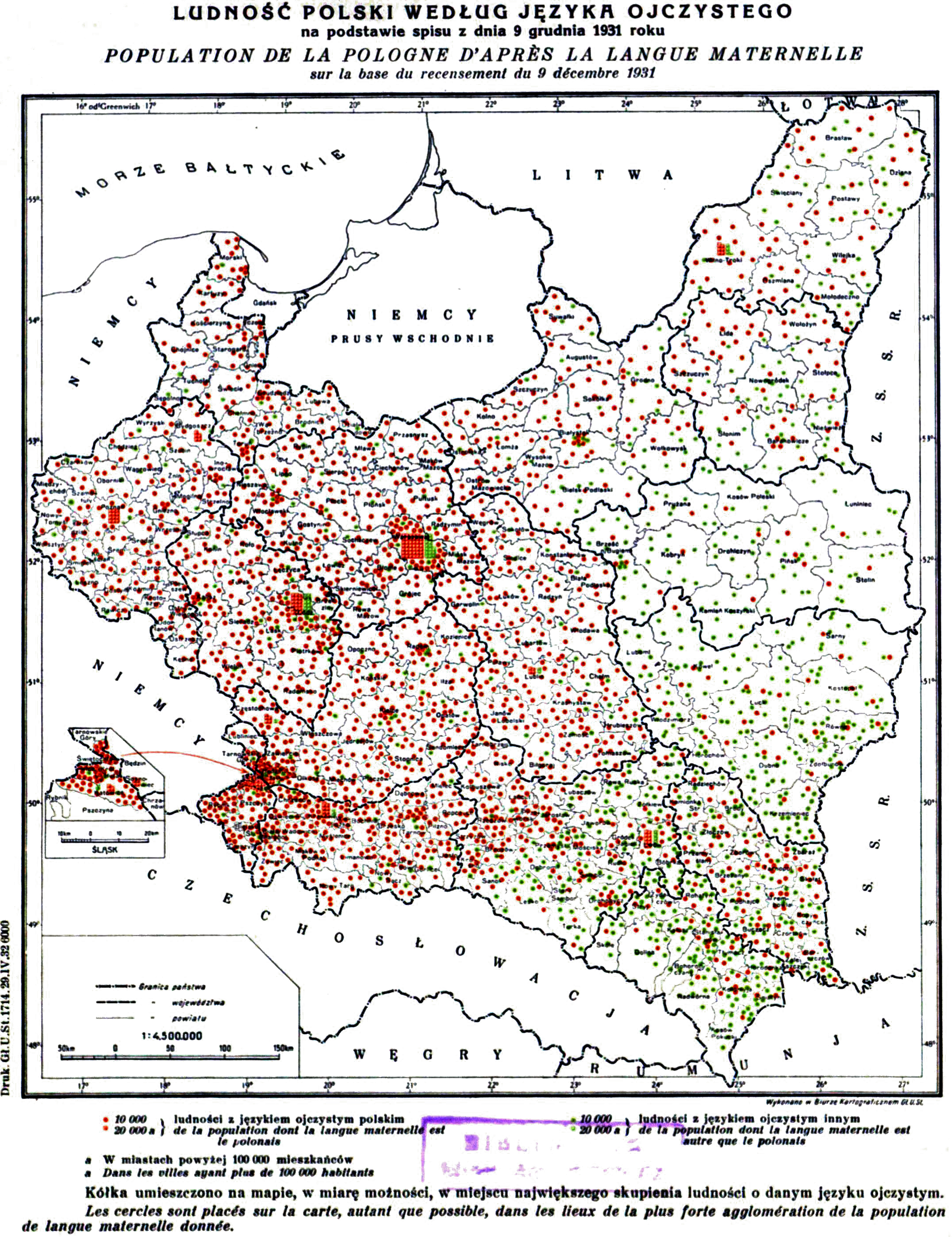
Tiếng mẹ đẻ ở Ba Lan, dựa trên điều tra dân số Ba Lan năm 1931

Thủ phủ của tỉnh Wołyń là Łuck (nay thuộc Ukraina). Tỉnh bao gồm 11 powiat (huyện), 22 đô thị lớn, 103 làng và hàng nghìn cộng đồng nhỏ và khutor (tiếng Ba Lan: futory, kolonie), với các cụm trang trại không thể thực hiện bất kỳ hình thức kháng cự nào trước các cuộc tấn công quân sự trong tương lai. In 1921 Wołyń Province was inhabited by 1,437,569 people, and the population density was 47.5 persons per km2. Đến năm 1921, tỉnh Wołyń có 1.437.569 người sinh sống và mật độ dân số là 47,5 người/km². Đến năm 1931, dân số tăng lên 2.085.600 và mật độ đạt 58 người/km². Theo điều tra dân số Ba Lan năm 1931, tiếng Ukraina được nói bởi 1.418.324 cư dân (68,0%), tiếng Ba Lan là 346.640 (16,6%), tiếng Yiddish là 174.157 (8,3%), tiếng Hebrew là 31.388 (1,5%), tiếng Đức là 46.883 (2,2%), tiếng Séc là 30.977 (1,5%), tiếng Nga là 23.387 (1,1%), tiếng Ruthenia là 8.548 (0,4%) và tiếng Belarus là 2.417 (0,1%).

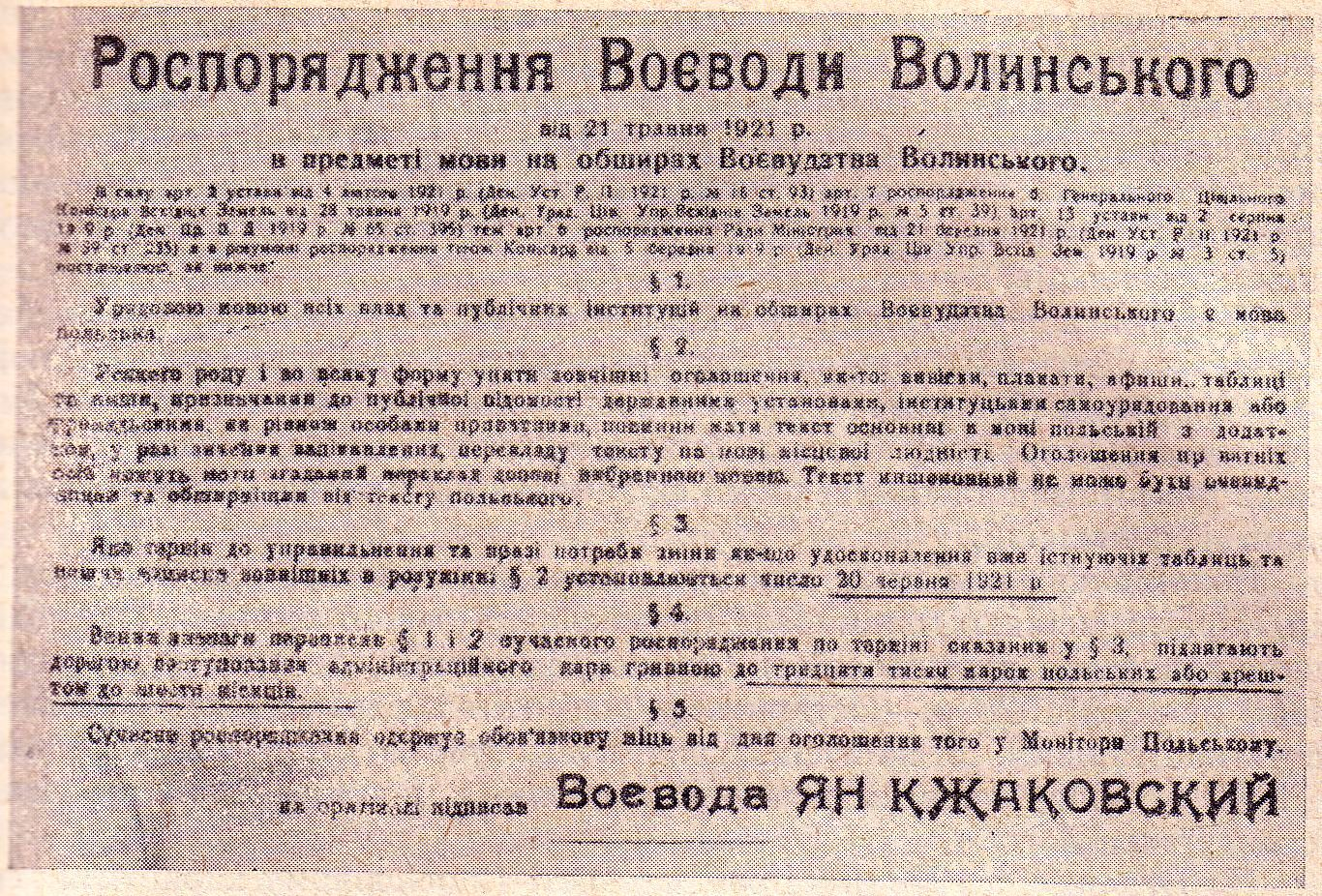
Thông báo tiếng Ba Lan là ngôn ngữ chính thức trong tỉnh theo Hiệp ước Riga năm 1921 chấm dứt Chiến tranh Ba Lan-Liên Xô. Bản sao được viết bằng tiếng Ukraina

Các tôn giáo chính được thực hành trong khu vực là Cơ đốc giáo Chính thống Đông phương (69,8%), Công giáo La Mã (15,7%) cũng như Do Thái giáo (10%), Tin lành (2,6%) và đức tin Hồi giáo của người Tatar. Đối với cộng đồng người Ukraina theo Chính thống giáo ở miền đông Ba Lan, ban đầu chính phủ Ba Lan ban hành một sắc lệnh bảo vệ quyền của các nhóm thiểu số Chính thống giáo. Trên thực tế, điều này thường thất bại, vì người Công giáo cũng mong muốn củng cố vị thế của mình, đã có đại diện chính thức tại Sejm và tòa án. Cùng với thời gian, khoảng 190 nhà thờ Chính thống giáo đã bị phá hủy hoặc tháo dỡ (nhiều trong số đó đã bị bỏ hoang sẵn), và 150 nhà thờ khác được chuyển thành nhà thờ Công giáo La Mã. Những hành động như vậy đã bị người đứng đầu Nhà thờ Công giáo Hy Lạp Ukraina là Andrei Sheptytsky lên án.
Cải cách ruộng đất được thiết kế để có lợi cho người Ba Lan ở Volhynia vốn có phần lớn dân cư là người Ukraina, lãnh thổ nông nghiệp là nơi vấn đề đất đai đặc biệt nghiêm trọng, đã tạo ra sự xa lánh đối với nhà nước Ba Lan của ngay cả những người Volhynia theo Chính thống giáo, những người có xu hướng ít cấp tiến hơn nhiều so với người người Galicia theo Công giáo Hy Lạp.

## Kinh tế
Tỉnh Wołyń nằm ở cái gọi là Ba Lan "B". Phần lớn dân số của tỉnh là người nghèo, đặc biệt là ở khu vực nông thôn. Rừng bao phủ 23,7% diện tích tỉnh (tính đến năm 1937). Nhiều thập kỷ dưới sự cai trị của Đế quốc Nga đã khiến Volhynia rơi vào tình trạng kinh tế bế tắc, nhưng sản lượng nông nghiệp sau khi Ba Lan tái lập đã tăng lên nhanh chóng.

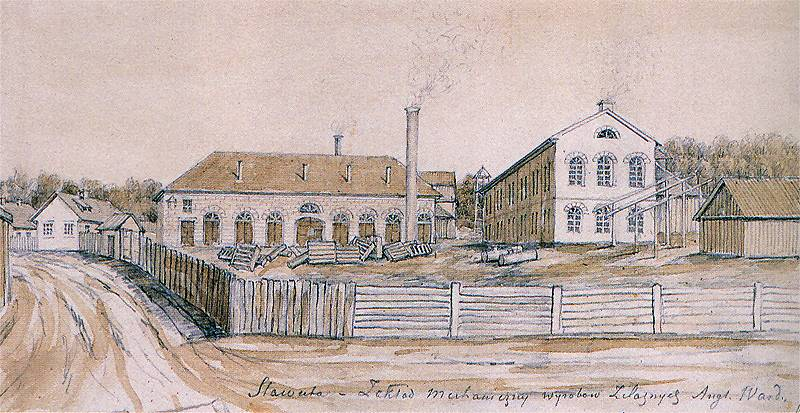
Xưởng sắt ở Sławuta (khoảng 1840), được điều hành và sở hữu bởi công ty LRL của Warsaw trước Chiến tranh Ba Lan-Liên Xô.

Việc áp dụng các biện pháp canh tác hiện đại đã mang lại sản lượng lúa mì tăng gấp hàng chục lần trong khoảng thời gian từ 1922/23 đến 1936/37. Đến năm 1937, tỉnh này có 760 nhà máy, sử dụng 16.555 công nhân. Khai khoáng, lâm nghiệp và sản xuất lương thực cung cấp việc làm cho 14.206 người. Công nhân bị sa thải khỏi các nhà máy công nghiệp cũng là những người có khả năng thành lập doanh nghiệp mới cao nhất. Xét về thành phần dân tộc trong số các chủ doanh nghiệp mới, phần lớn họ là người Do Thái. Tỉnh đã trải qua thời kỳ suy thoái vào năm 1938/39. Căng thẳng giữa các chủ cửa hàng người Do Thái với người Ukraina gia tăng đáng kể sau khi các cửa hàng hợp tác ra đời, điều này làm suy yếu các doanh nghiệp tư nhân do người Do Thái điều hành. Các chủ doanh nghiệp Do Thái đã bị đuổi khỏi khoảng 3.000 ngôi làng Ukraina vào năm 1929, trong khi người Ukraina hướng tới sự tự bền vững về kinh tế thông qua các hợp tác xã đi kèm với những khát vọng chính trị mới của họ. Tình hình tốt hơn nhiều đối với người Séc và người Đức, những người có trang trại có tính hiệu quả cao.
Mạng lưới đường sắt mỏng, chỉ có một vài trung tâm, quan trọng nhất ở Kowel, với những trung tâm nhỏ hơn ở Zdołbunów, Równe và Włodzimierz. Tổng chiều dài đường sắt trong tỉnh là 1.211 km - chỉ 3,4 km trên 100 km². Đây là kết quả của nhiều thập kỷ kinh tế bóc lột của Nga.
Năm 1938, chính phủ Ba Lan bắt đầu chương trình điện khí hóa Wołyń. Vào mùa xuân năm 1939, một nhà máy điện 30.000 Volt được xây dựng ở Krzemieniec, nơi cung cấp ánh sáng và điện năng cho các thị trấn và làng mạc ở năm huyện. Các nhà máy điện khác đã không được hoàn thành do Cuộc xâm lược của Ba Lan. Hội chợ Thương mại Wołyń hàng năm (1929–1938) diễn ra ở Równe, được coi là một trong những hội chợ khu vực quan trọng nhất của Ba Lan. Năm 1939, hội chợ được lên kế hoạch diễn ra vào ngày 15–25 tháng 9.

## Giáo dục
Trước năm 1917 nạn mù chữ tràn lan ở Wołyń. Đế quốc Nga chỉ duy trì 14 trường trung học trong toàn tỉnh. Dưới thời Cộng hòa Ba Lan, số trường công lập tăng lên rất nhiều: đến năm 1930, đã có 1.371 trường, con số này tăng lên 1.934 vào năm 1938. Tình trạng mù chữ kéo dài và theo điều tra dân số năm 1931, có tới 47,8% dân số Wołyń vẫn mù chữ, so với tỷ lệ trung bình toàn quốc là 23,1% của toàn Ba Lan (đến đầu năm 1939, tỷ lệ mù chữ ở Wołyń tiếp tục giảm xuống còn 45%). Để chống nạn mù chữ, chính quyền Wołyń đã tổ chức một mạng lưới được gọi là thư viện di động, vào năm 1939 bao gồm 300 phương tiện và 25.000 quyển.
Tỷ lệ học sinh ở các trường chỉ dùng tiếng Ukraina giảm từ 2,5% năm 1929/1930 xuống 1,2% năm 1934/35.

## Thống đốc
- Stanisław Jan Krzakowski, 14 tháng 3 năm 1921 – 7 tháng 7 năm 1921
- Tadeusz Łada, 7 tháng 7 năm 1921 – 12 tháng 8 năm 1921 (quyền)
- Stanisław Downarowicz, 13 tháng 8 năm 1921 – 19 tháng 8 năm 1921
- Tadeusz Dworakowski, 10 tháng 10 năm 1921 – 15 tháng 3 năm 1922 (quyền)
- Mieczysław Mickiewicz, 22 tháng 2 năm 1922 – 1 tháng 2 năm 1923
- Stanisław Srokowski, 1 tháng 2 năm 1923 – 29 tháng 8 năm 1924
- Bolesław Olszewski, 29 tháng 8 năm 1924 – 4 tháng 2 năm 1925
- Aleksander Dębski, 4 tháng 2 năm 1925 – 28 tháng 8 năm 1926
- Władysław Mech, 28 tháng 8 năm 1926 – 9 tháng 7 năm 1928
- Henryk Józewski, 9 tháng 7 năm 1928 – 29 tháng 12 năm 1929
- Józef Śleszyński, 13 tháng 1 năm 1930 – 5 tháng 6 năm 1930 (quyền)
- Henryk Józewski, 5 tháng 6 năm 1930 – 13 tháng 4 năm 1938
- Aleksander Hauke-Nowak, 13 tháng 4 năm 1938 – tháng 9 năm 1939